# Bébédjia
Bébédjia est une petite ville du Tchad situé dans la région du Logone Oriental  à environ 35 km de Doba chef lieu de la Région. Confondu dans le chef lieu du Département Nya et de la sous- préfecture de Bébédjia rurale couvre une superficie de 422km2.

## Histoire
30 octobre 2004 Des affrontements intercommunautaires font au moins 12 tués et 26 blessés après une querelle au marché.

## Éducation
Écoles secondaires et/ou primaires:
- Lycée général (public)
- Lycée moderne (public)
- Lycée Padre Pio
- Collège Sacré coeur
- Complexe scolaire Espoir.
- Complexe scolaire Baptiste Midi mission
- Complexe scolaire les Élites de la Nation
- Complexe scolaire Franco Anglais Génération 2000
Et bien d'autres écoles privées et publiques.

Établissements supérieurs:
- École des sciences de la santé de l'Université Catholique d'Afrique Centrale (ESS-UCAC)
- École de santé la Rosée Céleste de Bebedjia.

## Administration
Liste des maires :
Daroungar Telngar Ali, Betodjingar Netoloum,
Gaissoumian Simon Pierre, 
Deurhoudou Betoudji, 
Maina Norbert Doumsangar